# Doppelbindungsäquivalent
Das Doppelbindungsäquivalent (DBÄ) ist eine Hilfe zur Strukturaufklärung eines organischen Moleküls, wenn seine Summenformel bekannt ist. Ein Doppelbindungsäquivalent entspricht einer Doppelbindung bzw. einem Ring im Molekül. Eine Dreifachbindung entspricht zwei Doppelbindungsäquivalenten.

## Berechnung
Für die Berechnung des Doppelbindungsäquivalentes der Summenformel {\displaystyle \mathrm {C_{c}H_{h}O_{o}N_{n}X_{x}} } eines elektrisch neutralen Moleküls wird folgende Formel verwendet, wobei das X für Halogenatome steht:
{\displaystyle \mathrm {DBA} ={\frac {2\ c-h+n-x+2}{2}}}
Zu bemerken ist, dass die Anzahl der Sauerstoffatome in der Formel nicht vorkommt.
Die Formel kann mit Bedacht auf Schwefel- bzw. Phosphor-haltige Verbindungen erweitert werden, indem die Anzahl dieser Atome zur Anzahl der Sauerstoff- bzw. Stickstoffatome – also Atomen gleicher Wertigkeit – addiert wird. Schwefel- und Phosphoratome können jedoch auch andere Wertigkeiten aufweisen, beispielsweise in Sulfonsäuren oder Phosphonsäuren.

### Allgemeine Formel
In der oben genannten Formel lässt sich eine Systematik bezüglich der Wertigkeit erkennen:
{\displaystyle \mathrm {DBA} ={\frac {2\cdot ({\text{4-wertige Atome}})+({\text{3-wertige Atome}})-({\text{1-wertige Atome}})+2}{2}}}
Oder noch allgemeiner:
{\displaystyle \mathrm {DBA} =1+{\frac {1}{2}}\sum n_{i}(v_{i}-2)},
wobei ni die Zahl der Atome mit der Wertigkeit vi darstellt.

## Beispiele
| Verbindung      | Summen- formel                                          | Anzahl Doppelbindungen | Anzahl Ringe | Doppelbindungsäquivalent                           |
| --------------- | ------------------------------------------------------- | ---------------------- | ------------ | -------------------------------------------------- |
| Benzol          | {\displaystyle \mathrm {C_{6}H_{6}} }                   | 3                      | 1            | {\displaystyle {\frac {2\cdot 6-6+2}{2}}=4}        |
| Essigsäure      | {\displaystyle \mathrm {C_{2}H_{4}O_{2}} }              | 1                      | 0            | {\displaystyle {\frac {2\cdot 2-4+2}{2}}=1}        |
| Ethanol         | {\displaystyle \mathrm {C_{2}H_{6}O} }                  | 0                      | 0            | {\displaystyle {\frac {2\cdot 2-6+2}{2}}=0}        |
| Glycin          | {\displaystyle \mathrm {C_{2}H_{5}NO_{2}} }             | 1                      | 0            | {\displaystyle {\frac {2\cdot 2-5+1+2}{2}}=1}      |
| Cyclohexanon    | {\displaystyle \mathrm {C_{6}H_{10}O} }                 | 1                      | 1            | {\displaystyle {\frac {2\cdot 6-10+2}{2}}=2}       |
| Ethin           | {\displaystyle \mathrm {C_{2}H_{2}} }                   | 2                      | 0            | {\displaystyle {\frac {2\cdot 2-2+2}{2}}=2}        |
| Coffein         | {\displaystyle \mathrm {C_{8}H_{10}O_{2}N_{4}} }        | 4                      | 2            | {\displaystyle {\frac {2\cdot 8-10+4+2}{2}}=6}     |
| Chloramphenicol | {\displaystyle \mathrm {C_{11}H_{12}Cl_{2}N_{2}O_{5}} } | 5                      | 1            | {\displaystyle {\frac {2\cdot 11-12-2+2+2}{2}}=6}  |
| Spironolacton   | {\displaystyle \mathrm {C_{24}H_{32}O_{4}S} }           | 4                      | 5            | {\displaystyle {\frac {2\cdot 24-32+2}{2}}=9}      |
| Cefaclor        | {\displaystyle \mathrm {C_{15}H_{14}ClN_{3}O_{4}S} }    | 7                      | 3            | {\displaystyle {\frac {2\cdot 15-14-1+3+2}{2}}=10} |